# Vitorino Hilton
Vitorino Hilton Da Silva (ur. 13 września 1977 w Brasilii) – brazylijski piłkarz, występujący na pozycji obrońcy.
Hilton profesjonalną karierę rozpoczynał w São Paulo FC. Po dwóch latach przeszedł do Coritiba FBC. W 2002 roku trafił do Europy, a konkretnie do szwajcarskiego Servette FC. Spisywał się tam dobrze, ale nie odniósł żadnych sukcesów. Po rozegraniu 57 spotkań w Axpo Super League przeniósł się do SC Bastia, występującego w Ligue 1. Spędził tam jednak tylko pół roku, a w lipcu 2004 podpisał kontrakt z RC Lens. Z tym klubem dwa razy zwyciężył w Pucharze Intertoto, co umożliwiało im start w Pucharze UEFA. W 2008 dotarł także do finału Pucharu Ligi Francuskiej, w którym jego drużyna została pokonana przez Paris Saint-Germain 2-1. W tym samym roku Lensois zajęli 18. miejsce w lidze i spadli do Ligue 2. Wtedy też Hilton odszedł do Olympique Marsylia. Wraz z OM zdobył Puchar Ligi Francuskiej i mistrzostwo Francji w 2010.
| Sezon   | Klub               | Kraj       | Rozgrywki   | Mecze | Bramki | Rozgrywki Europy   | Mecze | Bramki |
| ------- | ------------------ | ---------- | ----------- | ----- | ------ | ------------------ | ----- | ------ |
| 1999    | Coritiba           | Brazylia   | Serie A     | 9     | 1      | –                  | –     | –      |
| 2000    | Coritiba           | Brazylia   | Serie A     | 4     | 0      | –                  | –     | –      |
| 2001    | Coritiba           | Brazylia   | Serie A     | 0     | 0      | –                  | –     | –      |
| 2001/02 | Servette FC        | Szwajcaria | Axpo League | 15    | 1      | Liga Europy UEFA   | 4     | 1      |
| 2002/03 | Servette FC        | Szwajcaria | Axpo League | 29    | 0      | Liga Europy UEFA   | 4     | 0      |
| 2003/04 | Servette FC        | Szwajcaria | Axpo League | 13    | 1      | –                  | –     | –      |
| 2003/04 | SC Bastia          | Francja    | Ligue 1     | 14    | 0      | –                  | –     | –      |
| 2004/05 | RC Lens            | Francja    | Ligue 1     | 27    | 2      | –                  | –     | –      |
| 2005/06 | RC Lens            | Francja    | Ligue 1     | 35    | 2      | Liga Europy UEFA   | 12    | 2      |
| 2006/07 | RC Lens            | Francja    | Ligue 1     | 37    | 2      | Liga Europy UEFA   | 10    | 0      |
| 2007/08 | RC Lens            | Francja    | Ligue 1     | 23    | 2      | Liga Europy UEFA   | 3     | 0      |
| 2008/09 | Olympique Marsylia | Francja    | Ligue 1     | 36    | 1      | Liga Mistrzów UEFA | 8     | 0      |
| 2009/10 | Olympique Marsylia | Francja    | Ligue 1     | 12    | 1      | Liga Mistrzów UEFA | 2     | 0      |
| 2010/11 | Olympique Marsylia | Francja    | Ligue 1     | 8     | 0      | Liga Mistrzów UEFA | 1     | 0      |
| 2011/12 | Montpellier HSC    | Francja    | Ligue 1     | 35    | 1      | –                  | –     | –      |
| 2012/13 | Montpellier HSC    | Francja    | Ligue 1     | 30    | 1      | Liga Mistrzów UEFA | 5     | 0      |
| 2013/14 | Montpellier HSC    | Francja    | Ligue 1     | 30    | 3      | –                  | –     | –      |
| 2014/15 | Montpellier HSC    | Francja    | Ligue 1     | 18    | 2      | –                  | –     | –      |

Stan na: 14 grudnia 2014 r.

## Sukcesy

### Klubowe
- Olympique Marsylia
  - Ligue 1: 2010
  - Coupe de la Ligue: 2010
  - Trophée des champions: 2010
  - Coupe de la Ligue: 2011
- Montpellier HSC
  - Ligue 1: 2012